# Nachtjagdgeschwader 6
Nachtjagdgeschwader 6 foi uma unidade de combate aéreo nocturno da Luftwaffe que prestou serviço durante a Segunda Guerra Mundial. Foi formada no dia 15 de Setembro de 1943 em Schleissheim, e fez uso de aviões Messerschmitt Bf 110 e Junkers Ju 88. Sete militares desta unidade foram condecorados com a Cruz de Cavaleiro da Cruz de Ferro: Günther Bahr, Martin Becker, Gerhard Friedrich, Karl-Ludwig Johanssen, Wilhelm Johnen, Josef Kraft e Heinrich Wohlers.

## Comandantes[1]
- Major Fritz Schaffer, 10 de agosto de 1943 - 8 de fevereiro de 1944
- Major Heinrich Wohlers , 9 de fevereiro de 1944 - 15 de março de 1944
- Major Heinz von Reeken, 16 de março de 1944 - 14 de abril de 1944
- Major Heinrich Griese, 15 de abril de 1944 - 12 de setembro de 1944
- Oberstleutnant Herbert Lütje , 13 de setembro de 1944 - 8 de maio de 1945